# Sijbolt Noorda

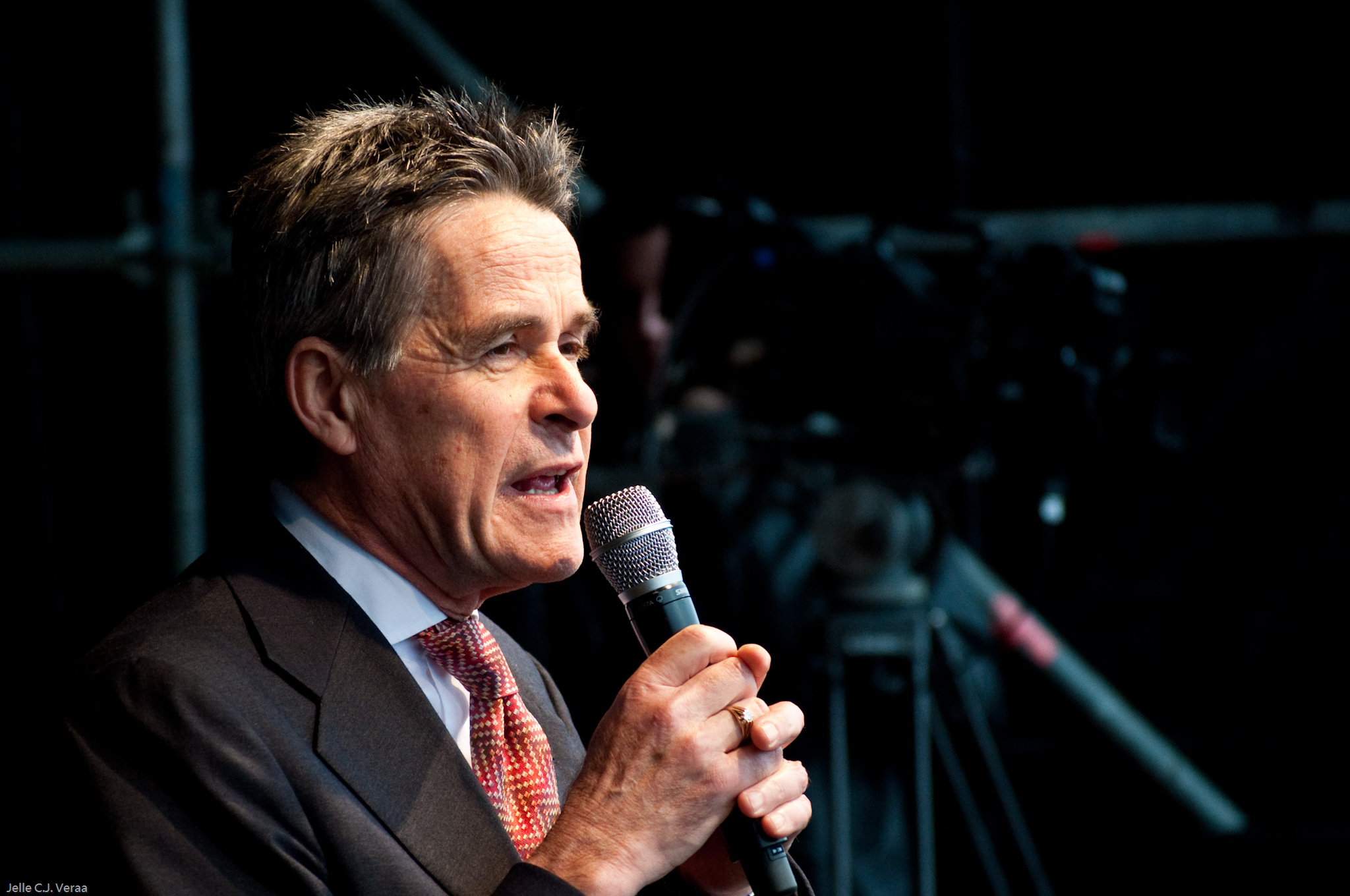
Sijbolt Noorda op de studentenmanifestatie van 21-01-2011

Sijbolt Jan Noorda (Westeremden, 21 september 1945) is een Nederlands theoloog en bestuurder.

## Opleiding en leraarschap
Noorda studeerde theologie aan de Vrije Universiteit Amsterdam, aan de Universiteit Utrecht en aan de Union Theological Seminary / Columbia University in New York. Tijdens zijn studententijd in Amsterdam werd hij lid van de Oratorische Vereeniging I.V.M.B.O., een dispuut verbonden aan het Studentencorps aan de Vrije Universiteit.
Aan de Vrije Universiteit werkte hij van 1968 tot 1990 als wetenschappelijk medewerker Bijbelinterpretatie en hermeneutiek en voltooide in 1989 zijn proefschrift over de geschiedenis van de uitleg van de passage over het bezoek van Jezus aan zijn geboortestad Nazareth (Lucas 4:16-30).

## Universitair bestuurder
Hij werd lid van het college van bestuur van de VU en vanaf 1991 van het CvB van de Universiteit van Amsterdam. In 1998 werd hij voorzitter van het CvB van de UvA na het overlijden van Jankarel Gevers. In 2003 werd dat voorzitterschap uitgebreid met de Hogeschool van Amsterdam. Op 1 september 2006 werd hij opgevolgd door prof. Karel van der Toorn, net als Noorda theoloog. Bij zijn afscheid, tijdens de opening van het academisch jaar 2006-2007, kreeg Noorda door burgemeester Cohen van Amsterdam de zilveren medaille van de stad uitgereikt. Vanaf 1 december 2006 was hij voorzitter van de Vereniging van Universiteiten VSNU, de belangen- en lobby-organisatie van de Nederlandse universiteiten. Hij volgde daar Ed d'Hondt op die van 2000 tot 2006 het voorzitterschap van de VSNU heeft vervuld. Noorda doceert aan de Universiteit van Amsterdam culturele geschiedenis van religie en Bijbel.

## Bestuursmandaten
De expertise en bekendheid van Noorda maken dat hij zitting heeft in talrijke bestuurs- en toezichtsraden. De lijst, medio 2010, omvat: Voorzitter Stichting van het Onderwijs - Bestuurslid European University Association (EUA) - Lid internationale adviesraad Freie Universitaet Berlin -  Lid internationale adviesraad Wirtschaftsuniversitaet Wien - Lid Akkreditierungsrat Deutschland - Voorzitter Raad van Toezicht Film Instituut Nederland -  Lid Raad van Toezicht Museum van het Boek, Den Haag - Voorzitter Bestuur Bijbels Museum - Voorzitter 4/5 mei comité, Amsterdam - Voorzitter Adviescommissie Beheer Documenten Anne Frank - Lid Raad van Toezicht Stichting Kriterion - Lid Governing Board Gigaport 3 - Voorzitter Curatorium Nederlands Gesprek Centrum - Voorzitter Redactie Academische Boekengids - Voorzitter Stichting Internationale Spinozaprijs

## Voormalige bestuursmandaten
Noorda was bestuurslid van de NOS en van 1988 tot 1996 bestuursvoorzitter van de IKON. Vanuit zijn theologische achtergrond was hij eveneens voorzitter van de Begeleidingscommissie die de supervisie had over de totstandkoming van de Nieuwe Bijbelvertaling (2004).
Verder was hij ook nog: Voorzitter Stichting Holland Festival - Voorzitter Stichting Film en Wetenschap - Lid Netbestuur Nederland 1 - Lid Raad van Toezicht NBBI - Lid Programma-adviesraad TNO Studiecentrum voor Technologie en Beleid - Lid Raad van Commissarissen Amsterdam University Press - Voorzitter Stichting Dasarts - Secretaris-penningmeester Stichting Mickery Fonds - Voorzitter Stuurgroep Innovatie Wetenschappelijke Informatievoorziening IWI - Lid Algemeen Bestuur Nederlands Bijbelgenootschap - Lid Dagelijks Bestuur T.M.C. Asser Instituut - Lid Bestuur Artis - Vicevoorzitter SURF - Voorzitter Presidium Nederlands Gesprek Centrum - Voorzitter bestuur Sioo - Voorzitter Raad van Toezicht AMC-UvA - Voorzitter vennotenvergadering Amsterdam Science Park - (Vice-)voorzitter Kenniskring Amsterdam - Lid Raad van Toezicht Nicolaas Witsen Stichting - Bestuurslid Evaluationsagentur Baden-Wuerttemberg - Voorzitter stuurgroep Open Access European University Association - Lid Raad van Commissarissen UvA Holding B.V.

## Privé
Op 28 april 2004 is Noorda getrouwd met de televisiepresentatrice Mieke van der Weij. Het paar deelt een gereformeerde achtergrond.

## Publicaties
- Er is een kindeke...: de geboorte van Jezus in de Nederlandse en Vlaamse cultuur, Salomé, 2004
- Later op een maandagmiddag. Varen onder eigen vlag, Vossiuspers AUP, 1999
- Een vrome wens?, Nederlands Bijbelgenootschap, 1996
- Vertalen of verdwalen, R.C.G.S-conferentie, 1995
- Historia vitae magistra: een beoordeling van de geschiedenis van de uitleg van Lucas 4, 16-30 als bijdrage aan de hermeneutische discussie, VU Uitgeverij, 1989
- Het kleine verschil: bijbellezen met een vergrootglas, Centrale voor Vormingswerk/Hervormde Vrouwen Dienst, 1987